# Jaime Labastida
Jaime Labastida (ur. 1939) – meksykański poeta, publicysta, profesor filozofii na Universidad Autónoma de México.
Był redaktorem naczelnym pisma związanego z literaturą Plural.

## Twórczość
- 1960 – El descenso (Schodzenie)
- 1965 – La feroz alegría (Okrutna radość)
- 1969 – El amor, el sueño y la muerte en la poesía mexicana (Miłość, sen i śmierć w poezji meksykańskiej)
- 1970 – A la intemperie (Pod gołym niebem)
- 1975 – Obsesiones con un tema obligado (Obsesje na obowiązujący temat)